# 黒川村 (新潟県北蒲原郡)
黒川村（くろかわむら）は、新潟県の北東にある北蒲原郡の北端に位置した村である。中条町への通勤率は19.0%（平成12年国勢調査）。2005年9月1日に中条町と合併して胎内市となった。

## 地理
- 山：二王子岳
- 河川：胎内川
- 湖沼：

### 隣接していた自治体
- 新発田市
- 北蒲原郡：中条町
- 岩船郡：荒川町、関川村
- 山形県西置賜郡：小国町

## 歴史
江戸時代には周辺一帯を領有する黒川藩の陣屋が置かれていたほか、街道の宿場町となっていた。「黒川」の名は原油が流れていたことに由来するとされる。

### 沿革
- 1889年（明治22年）4月1日 - 町村制施行に伴い黒川町、下江端村、東牧村、近江新村、切田村、蔵王村、塩沢村、下館村、下赤谷村、太田野原新田の区域を以って北蒲原郡黒川村が発足。
- 1901年（明治34年）11月1日 - 鼓坂村・坪江村と合併して、改めて黒川村が発足。
- 1962年（昭和37年）9月10日 - 村章が公募により制定される。[2]
- 1967年（昭和42年）8月28日 - 羽越豪雨により下荒川地区、須巻地区、持倉地区で鉄砲水（土石流）が発生。死者・行方不明者26人[3]。
- 1970年（昭和45年）
  - 2月1日 - 中条町と境界の一部を変更。
  - 11月1日 - 中条町の一部を編入。
- 1971年（昭和46年）12月1日 - 岩船郡荒川町と境界の一部を変更。
- 2005年（平成17年）9月1日 - 中条町と合併し、胎内市が発足。同日黒川村廃止。

## 行政
10代目村長は同一自治体としては全国最多の12期連続当選の記録を持つ。
- 村長

初代 - 中倉平藏
2代目 - 伊藤德太郎
3代目 - 伊藤建七郎
4代目 - 坂上長悟
5代目 - 高橋宏
6代目 - 伊藤太郎兵吾
7代目 - 博太左御門
8代目 - 坂上長悟
9代目 - 今井雄太郎
10代目 - 伊藤孝二郎
11代目 - 布川陽一

## 経済
畜産が盛んで、胎内牛と呼ばれるブランド牛や黒豚が特産。ハム・ソーセージ等の加工品は1989年に東京・市ヶ谷にオープンしたアンテナショップ「浪漫亭 新潟県黒川村東京役場」でも売り出されていた。1999年には原材料のホップと麦をすべて村内で栽培した自給自足の村営地ビール工場を開設。このほか、ジャージー牛の乳製品やそばも特産品である。
1965年のスキー場開設を皮切りに胎内川のリゾート・観光開発が盛んに進められ、2000年時点では3棟のホテル、ビール園、ゴルフ場、クアハウスなどの施設がすべて村の観光特別会計により村職員中心で運営されていた。観光・リゾートと農業を一体化した「観光農業」を打ち出し、可能な限り一次産品を地元の観光施設等で消費・加工・販売する方針をとっていた。
- 新潟製粉 - 村が出資する第三セクター

## 教育
- 黒川中学校
- 胎内中学校
- 大長谷小学校
- 黒川小学校
- 鼓岡小学校

## 交通

### 鉄道
旧村域北端の中条町・荒川町の境界が入り組んでいる箇所にJR羽越本線が数十メートルほど通過しているが、現在に至るまで駅は未設置。

### バス
- 新潟交通北
- 奥胎内乗合バス - 胎内交通による運行[9]。

### 道路
- 一般国道：国道7号（中条黒川バイパス）、国道290号
- 都道府県道（主要地方道）：新潟県道53号胎内二王子公園羽黒線
- 道の駅
  - 胎内

## 名所・旧跡・観光スポット・祭事・催事
胎内川沿いは前述のようにリゾートとして整備された。
- 胎内リゾート 胎内エリア
  - 胎内スキー場
  - 胎内パークホテル - 1980年、国民宿舎および農林漁業体験実習館としてスキー場に隣接してオープンした地上5階地下1階建の施設[10]。
  - ニュー胎内パークホテル - 胎内パークホテルに隣接し、村直営ホテルとして1987年オープンした地上5階地下1階建の施設[11]。
  - ロイヤル胎内パークホテル[12]
  - 胎内昆虫の家 - 1987年オープン[11]。
  - 胎内自然天文館 - 2004年オープン[13]。
  - 胎内高原ビール園[12]
  - 胎内フラワーパーク[12]
  - そば処みゆき庵[12]
  - グルメランド胎内（農畜産加工センター） - 1990年オープン[14]。
  - 胎内平キャンプ場[12]
  - 下越スポーツハウス
- 胎内リゾート 樽ヶ橋エリア
  - クアハウスたいない[12]
  - 胎内グランドホテル - 村営ホテル。
- 奥胎内ヒュッテ - 2005年竣工[9]。
- 蔵王権現遺跡
- 黒川城跡
- 臭水油坪
- 胎内星まつり
- 道の駅胎内

## 出身人物
- 長谷川玲奈（元NGT48、声優）

## その他
- 吉岡忍『奇跡を起こした村のはなし』（ちくまプリマー新書・筑摩書房、ISBN 4-480-68710-6）：昭和30年から12期48年間、平成15年まで村長を務めた伊藤孝二郎を中心に、黒川村の村おこしを紹介している。